# 乌克兰鞑靼人
鞑靼人是乌克兰的众多少数民族之一。鞑靼人的民族身份被用于一些突厥族群，比如克里米亚鞑靼人、伏尔加鞑靼人、利普卡鞑靼人、西伯利亚鞑靼人及其他人。

## 地点与人数
在乌克兰，鞑靼人的人数估计超过了73000。（2001年乌克兰人口普查）鞑靼人从金帳汗國时代起就生活在乌克兰，其中一位代表性的汗王图霍尔汗（Тугорхана，Tugorkhan）曾生活在特鲁哈尼夫岛，直到1096年被刺杀。